# Nigella damascena
Nigella damascena (L., 1753), comunemente nota come fanciullaccia, è una pianta annuale appartenente alla famiglia delle Ranunculaceae, originaria del bacino del Mediterraneo.

## Descrizione
È un'erbacea annuale alta fino a 50 cm. Il fusto è eretto e presenta delle striature. Le foglie, più numerose nella parte terminale del fusto, sono bipennatosette; formano una sorta di involucro di brattee in prossimità del fiore. I fiori sono di colore azzurro molto chiaro, poco vistosi e isolati; presentano inoltre un perianzio petaloide. I petali delle numerose varietà ibride sono abbondanti; i colori possono andare dal bianco e rosa all'azzurro, blu intenso e viola.
Gli stami sono numerosi. Il frutto è una capsula setticida con 10 loculi e presenta all'apice i prolungamenti degli stili ripiegati all'indietro. I semi sono neri e hanno i contorni spigolosi. 
Il periodo di fioritura va da maggio a luglio.

## Distribuzione e habitat
È comune in tutta l'area mediterranea, in campi incolti e zone aride.

## Galleria d'immagini

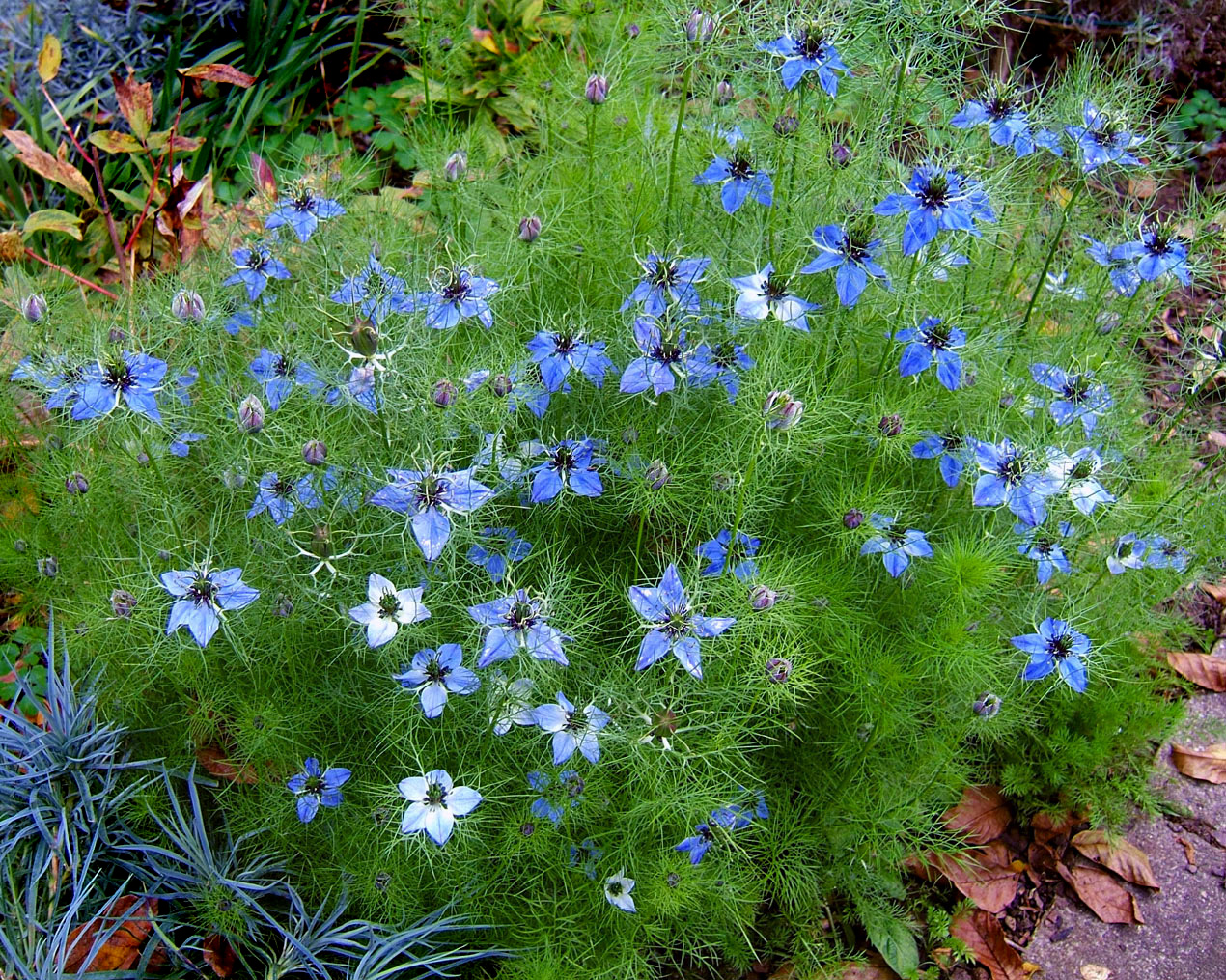
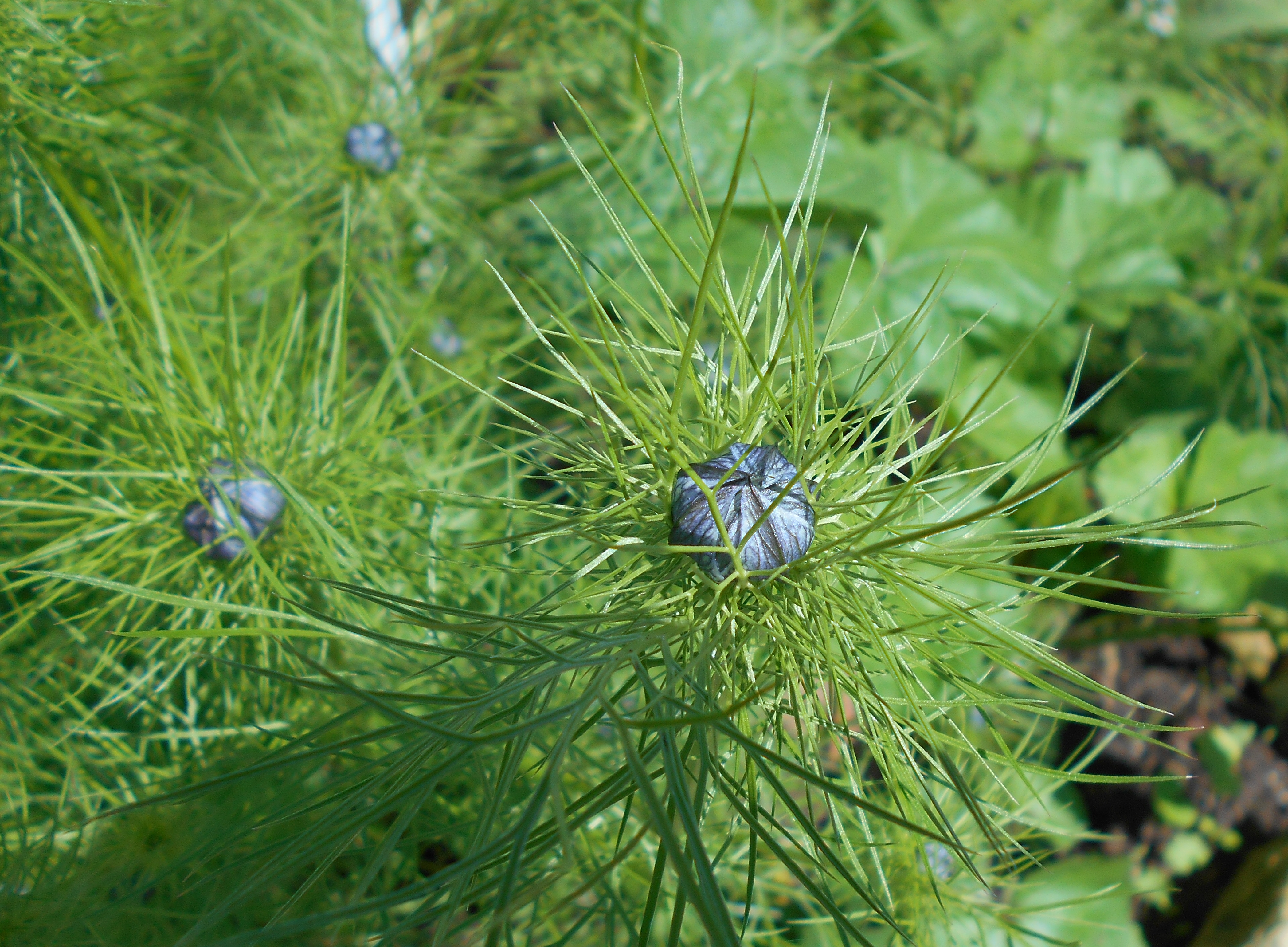
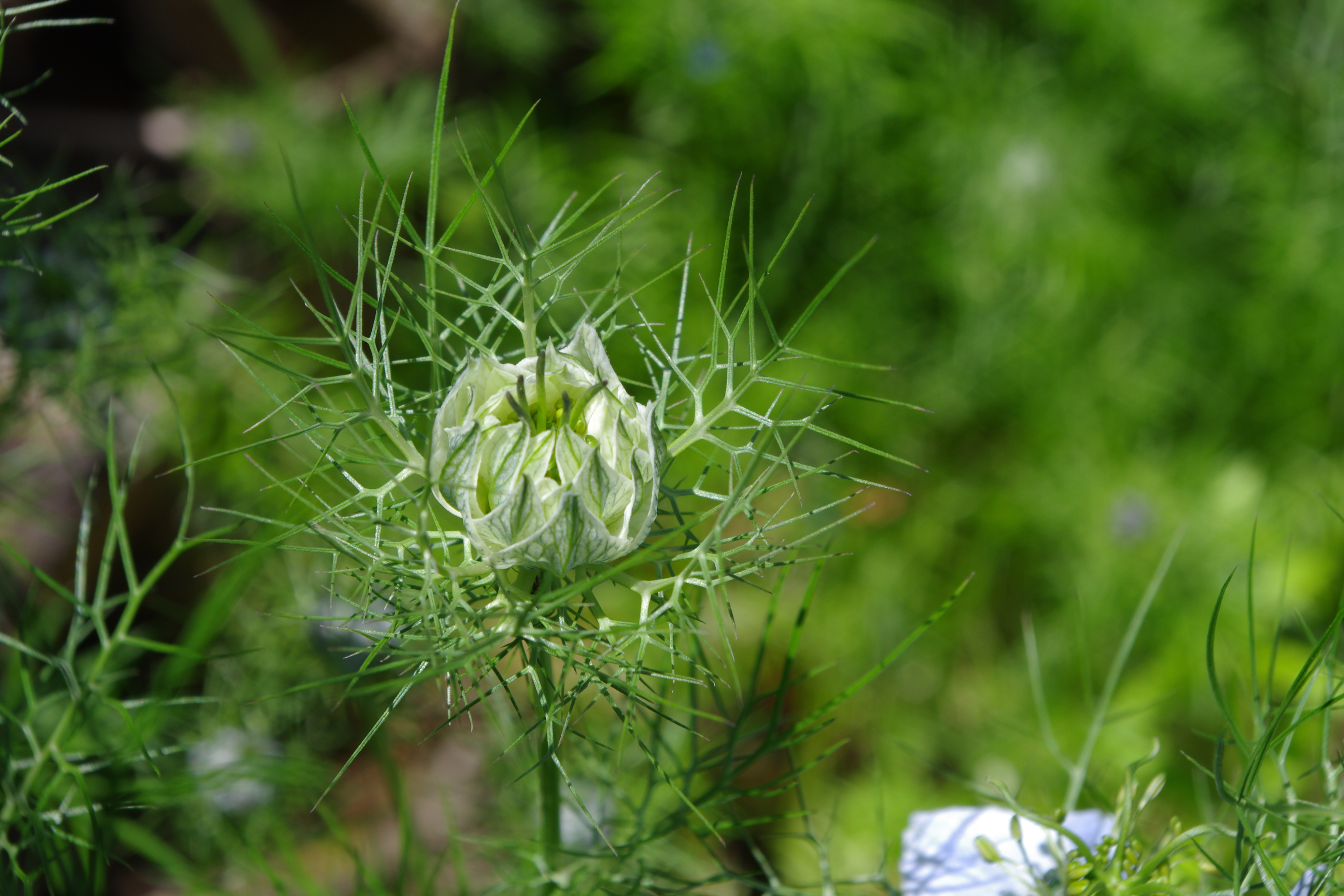
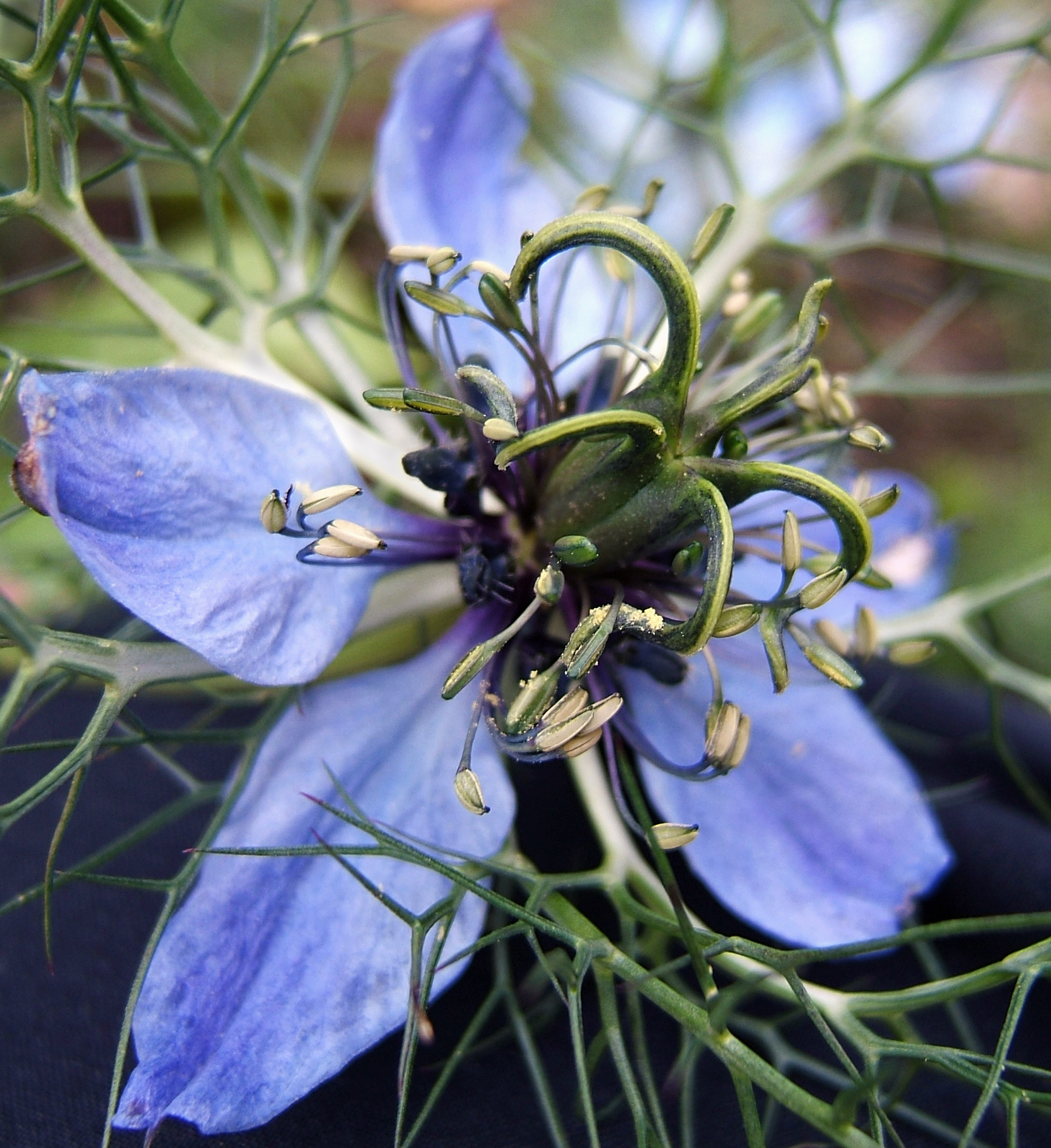
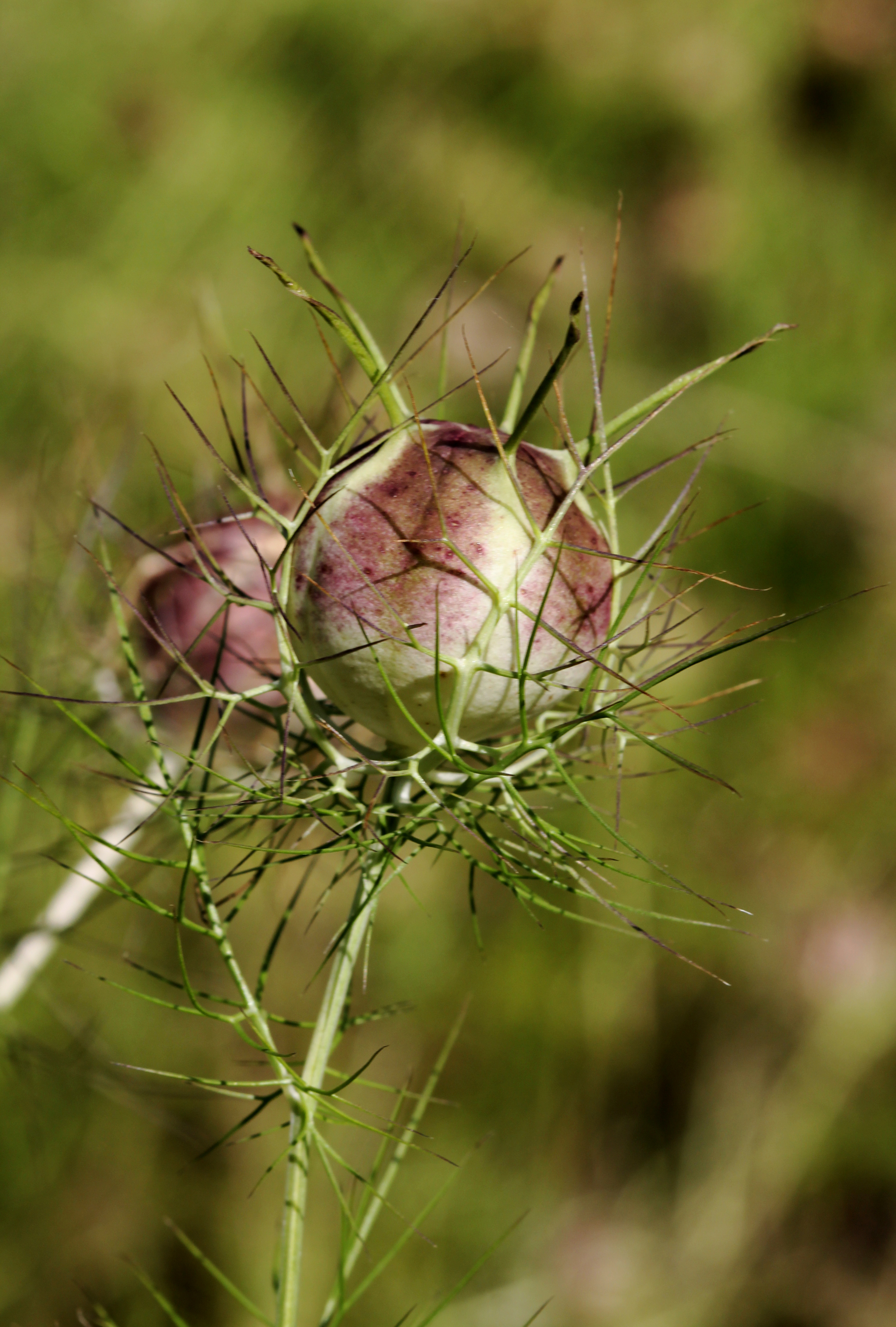
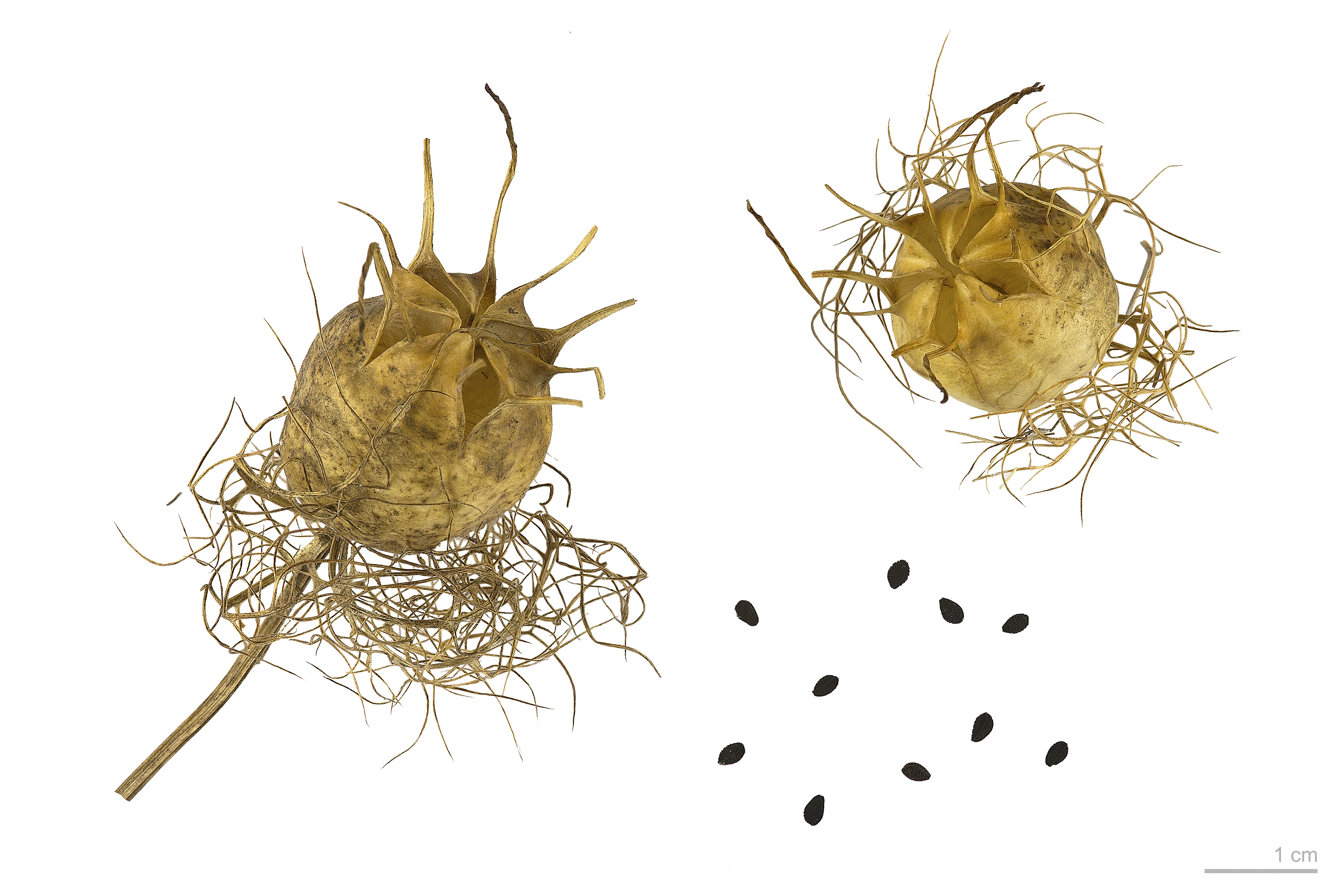